# Virus de Schmallenberg

Distribution du virus de Schmallenberg en Allemagne au 27 janvier 2012 (source FLI).

Orthobunyavirus schmallenbergense
Espèce
Orthobunyavirus schmallenbergense, aussi appelé virus de  Schmallenberg, est un virus, apparu en Europe en 2011, qui affecte le bétail (bovins, ovins et caprins) provoquant des maladies congénitales fœtales et de la mortinatalité. En fait, il s'agit plus exactement de malformations néonatales mais non héréditaires car ne dépendant pas du patrimoine génétique parental ou de l'insémination artificielle).
En octobre 2012, 14 pays européens étaient touchés. Les formes congénitales du virus sont en France surveillé chez les veaux, agneaux et chevreaux par la Plateforme nationale d'épidémiosurveillance en santé animale sous l'égide de l'ESA qui a mis en évidence des contaminations durant trois saisons : printemps, été et automne.
Le virus avait été signalé fin avril 2013 dans la plupart des États membres de l'Union européenne. Il était présent dans plus de huit mille fermes. Au 1er mai 2013, en France métropolitaine, on a recensé près de 5 000 foyers de SBV congénital, principalement dans des exploitations bovines et ovines. Il y a eu 95 foyers entre le 1er septembre 2013 et le 12 avril 2014, dont 77 élevages bovins, 17 élevages ovins et un élevage caprin.
En 2015 le SBV congénital est considéré comme une maladie d’élevage, non règlementée. En 2016, le SBV continue de circuler en Europe. Dans les anciens foyers, les animaux ont acquis une immunité mais le virus continue à se disperser vers des zones jusqu'ici épargnée ou vers des régions périphériques aux zones déjà infectées. On ne sait toujours pas si c'est un virus introduit, mutant ou s'il circulait déjà depuis longtemps à bas bruit dans le cheptel bovin, ovins et caprins européen.

## Classification, dénomination

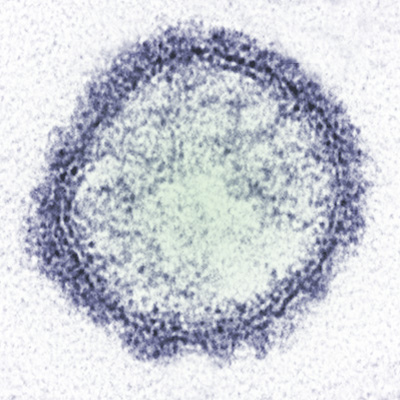
Virus de Schmallenberg

Ce virus de la famille des Bunyaviridae (genre Orthobunyavirus) est génétiquement proche du virus Shamonda et du virus Aino (qui eux n'ont été observés que chez des ruminants).
Il a été reconnu par le Comité permanent de la chaîne alimentaire et de la santé animale de la Commission européenne et l'institut Friedrich-Loeffler (institut allemand de recherches sur la santé animale).
Il accède au rang d'espèce, nommée Schmallenberg orthobunyavirus d'après la ville allemande de Schmallenberg en Rhénanie-du-Nord-Westphalie où les premiers échantillons positifs ont été recueilli.
Il reste inactif à une température de 60 °C pendant une durée de 30 minutes, est sensible aux désinfectants courants et ne se conserve que peu de temps en dehors de l'hôte ou de la source.

## Effets et symptômes
Chez l'animal adulte, l'infection se traduit par des symptômes généraux de type « fièvre, perte d'appétit, dégradation de l'état général, chute de la production laitière (parfois jusqu'à la moitié de la production normale), voire diarrhée, problème à l’expulsion du placentas et problème de reproduction, avortement. Chez les taureaux reproducteur cela peut rendre l’animal infertile ou des problèmes de viabilité des spermatozoïdes, plus ou moins longtemps »
Chez l'embryon et l'animal nouveau-né, le virus qui a été transmis par voie placentaire au fœtus, provoque une mortinatalité et des malformations pour les veaux, agneaux et chevreaux atteints.
Les symptômes sont graves, entrainant la mort dans les 12 h après la naissance en général. Ce sont notamment : 
- une déformation ou blocage d'une ou plusieurs articulation des membres (arthrogrypose)[4] ;
- une malformation de la colonne vertébrale (scoliose, cyphose)[4] ;
- un port de tête anormal (torticolis)[4] ;
- une mâchoire inférieure anormalement courte (brachygnathie)[4] ;
- une « Grosse tête » (hydrocéphalie)[4].
- Veau née sans poils.

Des anomalies neurologiques ont aussi été constatées à la naissance et peuvent durer de quelques heures à quelques jours. Outre les malformations le plus fréquemment constatées jusqu’à présent, les veaux atteints peuvent également paraître « normaux » à la naissance, ou présenter des troubles du comportement, comme une absence de réflexe de succion, des problèmes de coordination, une cécité et des malformations fréquentes du crâne. D'autre part, ces veaux peuvent généralement se tenir debout et marcher,.

## Espèces sensibles
La sensibilité des bovins est plus élevée que celle des ovins et des caprins, et la maladie affecte davantage les ovins que les caprins. Cette maladie affecte également les cerfs, chevreuils, daims, alpagas, bisons et autres ruminants sauvages.

## Transmission, contagiosité
La transmission semble assurée par des moucherons (Culicoides spp.) qui ont vraisemblablement été très actifs dans la diffusion de l'infection pendant l'été et l'automne 2011 chez des animaux qui ont par la suite mis bas en fin d'année 2011 et début 2012 .
Aucune contagion directe d'animal à animal n'a été constatée.
Il existe également une transmission verticale de la maladie, c'est-à-dire in utero, de la mère infectée au fœtus.
Une contamination par le sperme n'est pas exclue pour le moment.

## Diagnostic
Le diagnostic s’effectue d’après les signes cliniques qui sont assez caractéristiques. Toutefois, il est possible d'observer des formes atypiques, plus subtiles, surtout si le troupeau a déjà été infecté par l'infection.
Il est confirmé par une analyse PCR sur l'encéphale de l'avorton. Il est difficile d'interpréter la sérologie (dosage des anticorps) sur le sang de la mère car elle ne permet pas de déterminer si l'infection est récente ou ancienne.

## Risques pour la santé humaine
Selon une estimation réalisée en décembre 2011 il paraît peu vraisemblable que des risques existent pour l'humain, d'autant que les autres virus connus du genre Orthobunyavirus ne présentent pas de risque zoonotique.

## Luttes
Il n'y a pas de solution. Toutefois, il existe deux vaccin, qui est à effectuer un mois avant la reproduction. Il est conseillé de procéder à une désinsectisation pendant la période à risque. Il est possible d'organiser les cycles de reproduction de manière que la période à risque se déroule en hiver. Finalement, un logement sec, bien éclairé et bien ventilé réduit la présence des moucherons, ce qui réduit le risque.

## Origines
19 août 2012 - Un article à paraître du  Journal des EID (Emerging Infectious Diseases Journal) annonce que le SBV appartiendrait en fait à l'espèce Sathuperi, et serait un ancêtre possible du virus réassorti Shamonda

## Évolution de l'épidémie
- En Europe : d'abord identifié en Rhénanie-du-Nord-Westphalie, il a ensuite aussi été détecté en Basse-Saxe (Allemagne)[7], ainsi qu'aux Pays-Bas, en France et en Belgique.
Au 20 avril 2012, le nombre d’exploitations reconnues touchées par le virus en Europe a dépassé les 3 500, dont plus de 1 000 élevages bovins. Trois mois plus tard, ce nombre a dépassé les 5600, avec de plus en plus d'élevages bovins. 
Le 20 juillet 2012, le virus est  diagnostiqué chez des vaches de deux exploitations bernoises. Ce sont donc dix pays officiellement touchés à cette date : Allemagne, Pays-Bas, Belgique, France, Luxembourg, Royaume-Uni, Espagne, Italie, Danemark et Suisse.
- En France, les premiers cas de la maladie dus au virus de Schmallenberg ont été identifiés le 26 janvier 2012 dans des élevages ovins en Moselle et en Meurthe-et-Moselle[17]. 
Au 1er février 2012, les services du ministre français de l'Agriculture Bruno Le Maire annoncent que vingt-neuf élevages de dix départements, au nord d'une ligne Caen-Besançon, sont touchés [18]. Au 9 mars 2012, le nombre des élevages reconnus atteints a beaucoup augmenté en Europe du Nord-Ouest, dépassant les 2 000 (2 059 exactement)[19].

- En Belgique ; 
De 2011 à 2016, ce virus « a déjà été diagnostiqué dans des centaines d’élevages d’ovins et de bovins »[6].
- Au Royaume-Uni ; 
Le virus y a été confirmé le 22 janvier 2012. Il a été identifié dans quatre élevages ovins dans le Norfolk, le Suffolk et le Sussex de l'Est[20].

Il a été vraisemblablement apporté dans l'est de l'Angleterre par des moucherons en provenance d'Europe continentale. Cette éventualité avait été identifiée comme un risque par les services du ministère britannique de l'Environnement, de l'Alimentation et des Affaires rurales (DEFRA).

## Veille sanitaire
En 2014-2015, le virus a montré ses capacités à survivre chaque hiver, et quelques cas sont encore signalés dans le cheptel bovin européen. D'après les observations, les troupeaux déjà exposés au virus développent ensuite un haut degré d'immunité. En France, peu de suspicions ont été déclarées dans les départements participants à la veille, mais « il est hautement probable que des cas suspects n’aient pas fait l’objet d’une déclaration ».
Comme une « circulation à bas bruit » est observée depuis 2011, avec le risque d'une éventuelle flambée épizootique (comme cela a été le cas pour le virus d'Akabane (en) (virus proche du SBV) en Australie), une prolongation de la surveillance du SBV a été recommandée pour 2015/2016 en s'appuyant sur un « réseau de vétérinaires sentinelles, à raison d’un vétérinaire volontaire pour chacune des 22 régions de France métropolitaine ».